# 태권 소년 어니와 마스타 김
"태권 소년 어니와 마스타 김"은 한국에서 제작된 남기남 감독의 1989년 코미디, 액션 영화이다. 바비 J. 킴 등이 주연으로 출연하였고 노덕재 등이 제작에 참여하였다.

## 출연

### 주연
- 바비 J. 킴
- 강신성일
- 강석현
- 박보영

### 조연
- 방동환
- 원기
- 정병웅
- 황인조

## 기타
- 조명: 강광호
- 녹음: 김병수